# Stödtlen
Stödtlen è un comune tedesco di 1 855 abitanti situato nel land del Baden-Württemberg.